# Нікітін Григорій Іванович
Григорій Іванович Нікітін (рос. Григорий Иванович Никитин; *1905 — 1986) — конструктор стрілецького озброєння, що працював в Тульському ЦКИБ СОО.

## Біографія
Народився в місті Сестрорецьку в сім'ї потомствених зброярів.
Закінчив земську школу. C 1919 року працював на Сестрорецькому збройовому заводі спочатку учнем токаря, потім токарем. У 1923 у був направлений вчитися на робітфак. У 1926 році вступив на механічний факультет Ленінградського технологічного інституту, звідки в 1930 році був переведений на військово-механічне відділення машинобудівного інституту, який закінчив у 1931 році.
У 1931 році молодий спеціаліст отримав призначення в проектно-конструкторське бюро (ПКБ) Тульського збройового заводу Наркомату оборонної промисловості СРСР.
Працював в тульському ЦКБ-14 (так стало називатися ПКБ після виділення її зі складу Тульського збройового заводу), після його реорганізації — у ЦКИБ СОО (Центральне конструкторсько-дослідницьке бюро спортивної та мисливської зброї).
У 1972 році Григорій Іванович Нікітін вийшов на пенсію і від активної конструкторської діяльності відійшов.
Помер у 1986 році.

## Розробки
Автор численних розробок в області стрілецького озброєння, найвідомішими з яких є єдиний кулемет калібру 7,62 мм і крупнокаліберний кулемет НСВ-12, 7 (Нікітін — Соколов — Волков).

## Нагороди
- Нагороджений орденами Леніна (1971) і «Знак Пошани» (1966), а також медалями «За доблесну працю у Великій Вітчизняній війні 1941—1945 рр..» (1945), «За доблесну працю. В ознаменування 100-річчя з дня народження В. І. Леніна» (1970), «Ветеран праці».
- Лауреат премії С. І. Мосіна (1965).